# XV район (Мистшеёвице)

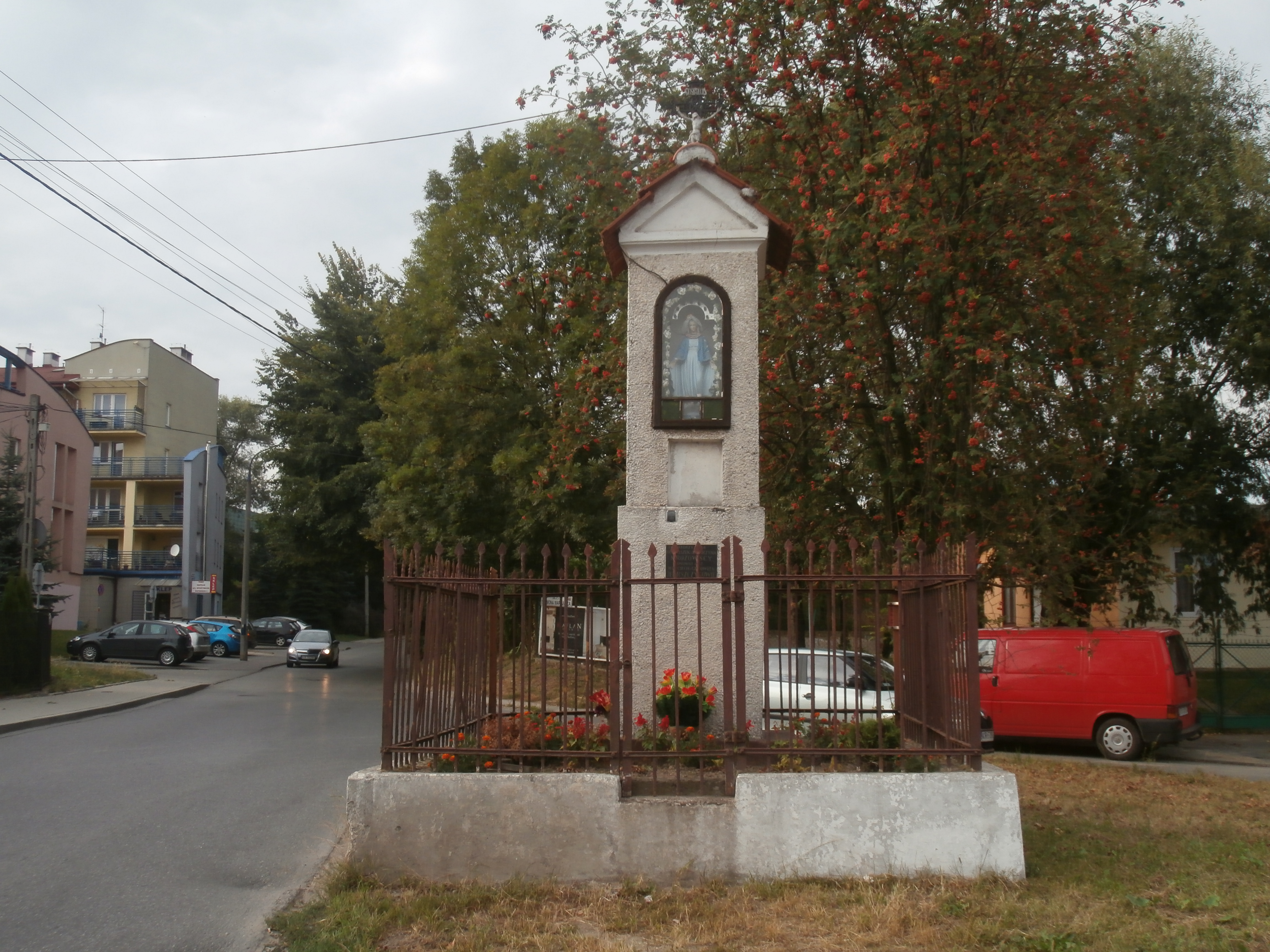
Угол улиц Мистшеёвской и Шимона Марциуша

Дзельни́ца XV Мистшеёвице (пол. Dzielnica XV Mistrzejowice) — дзельница, административно-территориальная и вспомогательная единица Краковской городской гмины, один из 18 административных районов Кракова. Администрация дзельницы располагается по адресу ul. Miśnieńska, 58.

## География
Дзельница XV Мистшеёвице граничит на востоке с дзельницей XVII Взгужа-Кшеславицке, на западе с дзельницей III Прондник-Червоны и на юге с дзельницами XIV Чижины и XVI Беньчице.
Площадь дзельницы составляет 547,82 гектаров. В состав дзельницы входят оседле Батовице, Дзекановице, Мистшеёвице, Оседле Богатерув-Вшесня, Оседле Комбатантув, Оседле Мистшеёвице-Нове, Оседле Освеценя, Оседле Пятув, Оседле Сребрных-Орлув, Оседле Тысячелетия, Оседле Злотего-Веку.

## История
На территории сегодняшней дзельницы располагались деревни Мистшеёвице (присоединилась к Кракову в 1951 году), Батовице (присоединилась к Кракову в 1973 году) и Дзекановице (присоединилась к Кракову в 1986 году). С середины 70-х годов в районе по проекту польского архитектора Витольда Ценцкевича стали строиться жилые массивы под наименованиями оседле Тысячелетия, Злотего-Веку, Пястув и Богатерув-Вшесня.
До 1990 года территория современной дзельницы входила в Дзельницу Нова-Хута. Современная дзельница была учреждена 27 марта 1991 года решением № XXI/143/91 городского совета Кракова. Современные границы дзельницы были утверждены решением городского совета № XVI/192/95 от 19 апреля 1995 года.

## Население
Численность населения дзельницы составляет 53.661.

## Достопримечательности
- Церковь Пресвятой Девы Марии Неустанной Помощи;
- Церковь святого Максимилиана Кольбе.